# Quasi-Park Narodowy Minami-Sanriku Kinkazan
Quasi-Park Narodowy Minami-Sanriku Kinkazan (jap. 南三陸金華山国定公園 Minami-Sanriku Kinkazan Kokutei Kōen) – quasi-park narodowy w Japonii, obejmujący tereny usytuowane w prefekturze Miyagi, o łącznym obszarze 370,6 km².
Park jest klasyfikowany jako chroniący krajobraz (kategoria V) według IUCN.
Obszar ten został wyznaczony jako quasi-park narodowy 30 marca 1979. Podobnie jak wszystkie quasi-parki narodowe w Japonii, jest zarządzany przez samorząd lokalny prefektury.
W 2015 roku, w następstwie trzęsienia ziemi i tsunami w regionie Tōhoku w 2011 roku, park ten został włączony do Parku Narodowego Sanriku.